# Joseph Smit
Joseph Smit (Lisse, 18 de julho de 1836 — Radlett, 4 de novembro de 1929) foi um ilustrador zoológico holandês.

## Biografia

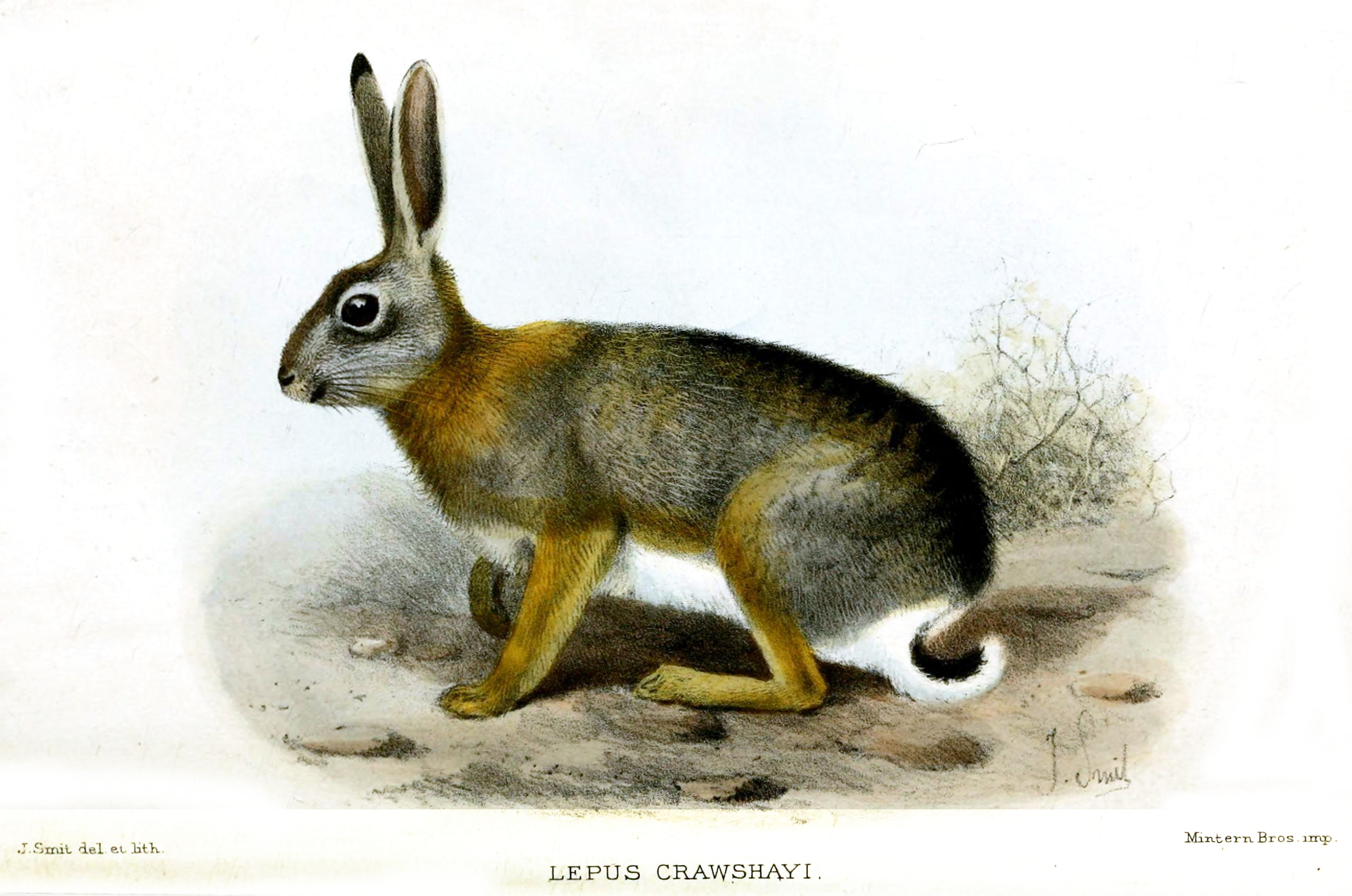
Ilustração de um coelho feita por Smit

Smit nasceu em Lisse. Ele recebeu sua primeira comissão de Hermann Schlegel no Museu de Leiden para trabalhar nas litografias para um livro sobre as aves das Índias Orientais Holandesas. Em 1866 ele foi convidado para a Grã-Bretanha por Philip Sclater fazer a litografia da obra Exotic Ornithology de Sclater; ele preparou uma centena de imagens para o livro.